# Charles Onyeama
Charles Dadi Umeha Onyeama (26 avril 1916 - 5 septembre 1999) est un juge de la Cour suprême du Nigeria, le premier juge nigérian à la Cour internationale de justice et père du ministre nigérian des Affaires étrangères, Geoffrey Onyeama (en), et de l'écrivain Dillibe Onyeama (en). Il était également le grand-père du joueur de rugby professionnel écossais, Andrew Onyeama Christie.

## Jeunesse et éducation
Charles Onyeama est né à Enugu le 26 avril 1916 (« officiellement » répertorié à tort comme le 5 août 1917). Il est le fils du chef Onyeama d'Eke, un puissant dirigeant de la région d'Agbaja en pays Igbo. Onyeama va à l'école publique de Bonny et fait ses études secondaires au King's College de Lagos. Il fréquente ensuite l'Achimota College au Ghana, l'University College de Londres et étudie pour obtenir un diplôme au Brasenose College d'Oxford, de 1940 à 1941,. Il devient membre du Lincoln's Inn.

## Carrière
En 1944, il devient assistant du district de Lagos, puis siège au Conseil législatif de 1944 à 1946. Après avoir été nommé magistrat en chef en 1952, il devient juge au Haut Conseil en 1957. Onyeama est juge à la Cour suprême du Nigeria de 1964 à 1967.
Après une série de jugements impopulaires de la Cour internationale de justice (CIJ) en 1966, les pays africains exigent une plus grande représentation parmi ses juges. Le juge australien occupant le siège dédié au Commonwealth est remplacé par Onyeama qui est élu en novembre 1966, portant le nombre de juges africains à la CIJ à deux. Onyeama siège de 1967 à 1976 et est remplacé par Taslim Olawale Elias.
Il est nommé juge pour l'arbitrage du canal de Beagle de 1971.
En 1976, le gouvernement militaire fédéral du Nigéria nomme Onyeama président du conseil d'administration du complexe hospitalier universitaire d'Ife, actuellement connu sous le nom de complexe hospitalier universitaire d'Obafemi Awolowo. En 1979, Onyeama est nommé par le gouvernement militaire fédéral président du conseil d'administration de l'hôpital orthopédique. Ce dernier mandat est renouvelé en 1982 mais Onyeama démissionne en septembre 1983.
En 1980, Onyeama est nommé pour le prix du commandant de la République fédérale du Nigéria, CFR, qu'il reçoit l'année suivante. Vers 1980, Onyeama est nommé Représentant spécial du Secrétaire général des Nations Unies pour examiner la situation des droits de l’homme dans un pays désigné.
Onyeama reçoit un doctorat en droit (honoris causa) l'Université du Nigeria.
De 1982 à 1990, il est juge au Tribunal administratif de la Banque mondiale.